# Ахмед Фатехі
Ахмед Фатехі (араб. أحمد فتحي, нар. 25 червня 1993) — катарський футболіст, півзахисник клубу «Аль-Арабі» і національної збірної Катару, у складі якої — володар Кубка Азії 2019 року.

## Клубна кар'єра
Народився 25 червня 1993 року. Вихованець футбольної школи клубу «Аль-Арабі». Дорослу футбольну кар'єру розпочав 2012 року в основній команді того ж клубу, кольори якої захищає й донині.

## Виступи за збірні
2015 року залучався до складу молодіжної збірної Катару. На молодіжному рівні зіграв у 3 офіційних матчах.
2017 року дебютував в офіційних матчах у складі національної збірної Катару.
У складі збірної був учасником кубка Азії з футболу 2019 року в ОАЕ, де вийшов на поле наприкінці гри групового етапу проти збірної КНДР, яку його команда на той момент вже вигравала 6:0. Для Фатехі це був єдиний вихід на поле, а його команда виграла усі сім матчів турніру із сукупним рахунком 19:1 і уперше в своїй історії стала чемпіоном Азії.
| Дата       | Місто   | Господарі      | Результат | Гості | Турнір                     | Голи | Примітки |
| ---------- | ------- | -------------- | --------- | ----- | -------------------------- | ---- | -------- |
| 13-01-2019 | Аль-Айн | Північна Корея | 0 – 6     | Катар | Кубок Азії 2019 - 1-й етап | -    | 71'      |
| Усього     |         | Матчів         | 1         |       | Голів                      | 0    |          |

## Досягнення
- Володар Кубка Еміра Катару (1):

«Аль-Арабі»: 2023
Збірні
- Володар Кубка Азії (2): 2019, 2024